# Testament Matarese’a
Testament Matarese’a – powieść sensacyjna z 1979 roku, autorstwa amerykańskiego pisarza Roberta Ludluma.
Pierwsza, rozpoczynająca 2 tomową powieść, książka opisuje przygody amerykańskiego agenta Brandona Scofielda i agenta KGB Wasilija Taleniekova, którzy muszą połączyć siły w walce z matarezowcami – spadkobiercami testamentu Guilliame’a de Matarese, którzy chcą zawładnąć światem.